# 馬崇仁 (1923年)
馬崇仁（1923年—2015年3月9日），藝名馬金仁，回族，京劇演員，工生行，馬連良的大兒子。

## 生平
北京新式科班中華戲曲專科學校（北平戏曲专科学校）金字科出身。他與遲金聲合作執導《中国京剧音配像精粹》，共有460個劇目，很有影響。
他參加《玉堂春》（英屬香港，白沉執導）、《秦香蓮》等多部京劇電影的演出工作。